# Erythrogonia quadriguttata
Erythrogonia quadriguttata är en insektsart som beskrevs av Fabricius 1787. Erythrogonia quadriguttata ingår i släktet Erythrogonia och familjen dvärgstritar. Inga underarter finns listade i Catalogue of Life.